# KSB
 (mars 2012).
 (janvier 2012).
Si vous disposez d'ouvrages ou d'articles de référence ou si vous connaissez des sites web de qualité traitant du thème abordé ici, merci de compléter l'article en donnant les références utiles à sa vérifiabilité et en les liant à la section « Notes et références ».
KSB est un fabricant de pompes, de robinetterie et de systèmes électroniques associés.

## Historique
Fondation en Allemagne en 1871 par Johannes Klein, Friedrich Schanzlin et Jakob-August Becker. Le nom de la société se compose des initiales des noms des trois fondateurs.
- 1951 : fondation de KSB en France.
- 1986 : intégration de Pompes Guinard (fondée en 1920).
- 1989 : intégration de AMRI (robinets à papillon – fondée en 1956).

Au cours de son histoire, KSB France a intégré plusieurs marques de pompes d’autres constructeurs qui figurent maintenant dans son « portefeuille » de produits. Elles continuent d’être produites et vendues en France et à l’export. Outre Pompes Guinard, on trouve les gammes de pompes Pompes Salmson Industrie, Pompes Wauquier, Bréguet-KSB et Alta.

## Généralités
Le Groupe KSB possède trente usines dans le monde spécialisées par gammes de produits et/ou par marchés régionaux. Il emploie 16 550 salariés et son chiffre d'affaires vaut 2,2 milliards d'euros.

## Implantation

### En France
En France, KSB SAS emploie 1 220 personnes et possède deux usines spécialisées en pompes et une en robinetterie. Elles exportent environ 70 % de leur production dans le monde entier.
Ces centres de production ont la responsabilité de leurs gammes de produits à tous les stades de leur vie. Cela inclut la conception, avec un bureau d’études intégré, l’achat des matières, la fabrication, la vente — avec un « back office » commercial qui  vient en appui des vendeurs terrain — et le service après-ventes.
L’usine de La Roche-Chalais (Dordogne) fabrique des robinets à papillon de la marque AMRI. Ces derniers sont utilisés dans les secteurs du bâtiment, de l’industrie, de l’eau et des centrales électriques. Parmi les produits AMRI figurent aussi des clapets, des actionneurs pneumatiques, hydrauliques et électriques, ainsi que des systèmes de commande et de régulation. Son bureau d’études est situé à Gradignan, dans la périphérie de Bordeaux.
L’usine de Sequedin (Nord-Pas-de-Calais) produit des pompes pour l’assainissement : gammes de pompes « submersibles pour eaux usées » petites et moyennes (jusqu’à 30 kW). Ces pompes équipent les stations de traitement des eaux usées du monde entier.
L’usine de Châteauroux (Indre) est spécialisée dans la réalisation de pompes « multi-étagées » haute pression. Ces pompes puissantes servent à transporter de grosses quantités de fluides (jusqu’à 850 m3/h) et à de très fortes pressions (cent bars), pour l’industrie, l’énergie, le transport de l’eau, les bâtiments de grande hauteur, etc.
L’usine « Service » de Déville-lès-Rouen (Seine-Maritime) est spécialisée dans la réalisation de gammes de pompes anciennes, la fabrication de pièces détachées, et les grosses réparations, en appui des vingt-huit ateliers de service régionaux.

## Exemples de produits
Voici des exemples de produits (pompes et robinetterie) utilisés dans les applications les plus variées de la production d’énergie, l’industrie, les eaux propre et usées, le bâtiment, etc.

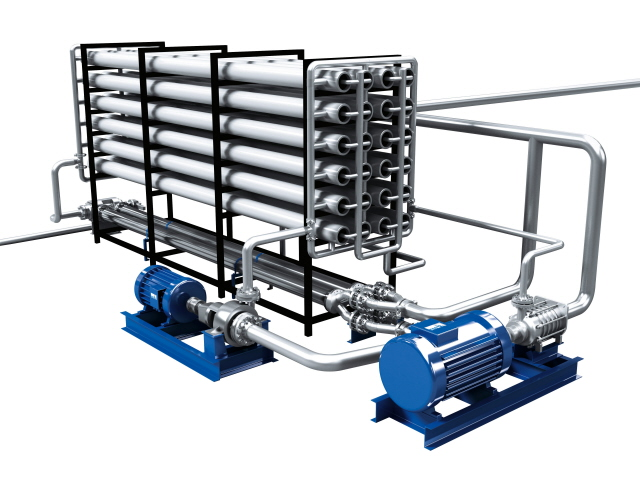
Système de pompage pour dessalement d’eau de mer
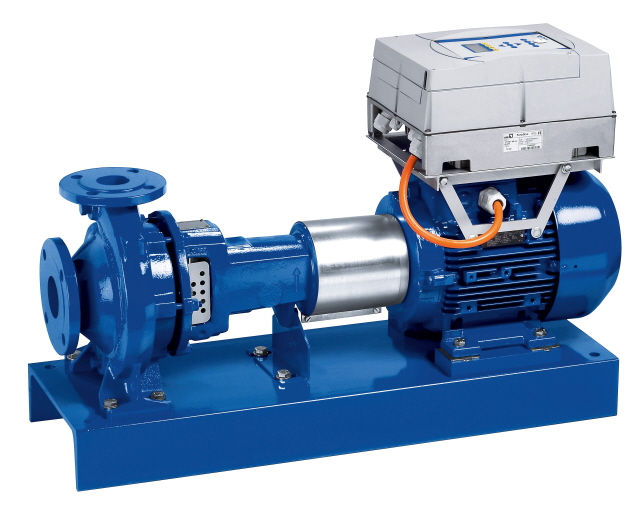
Pompe horizontale, de gauche à droite : l’hydraulique, l’accouplement, le moteur
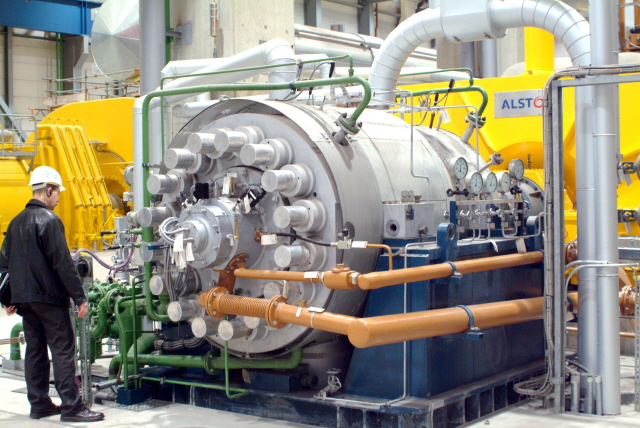
Pompe puissante d’alimentation de chaudière
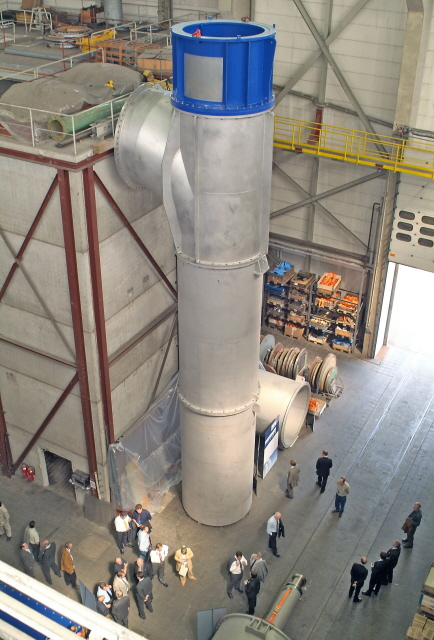
Pompe verticale à corps tubulaire pour de gros volumes d’eau
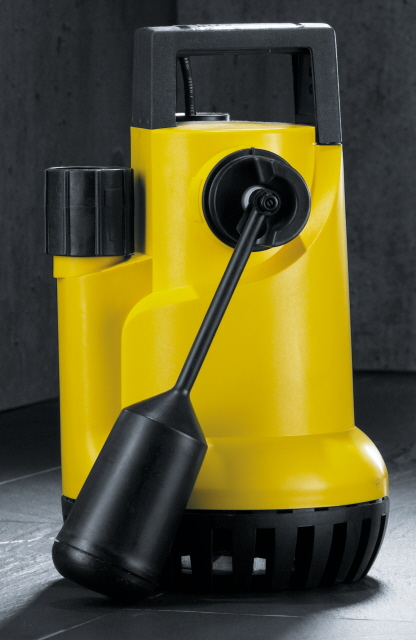
Petite pompe « vide-cave »

## Innovation
Le groupe a consacré quarante-deux millions d’euros à la R&D en 2010. 
Depuis plusieurs années, des innovations ont concerné l’efficacité énergétique des pompes et robinets.  